# Marin Ivanov
Marin Ivanov (10 de septiembre de 1954) es un deportista búlgaro que compitió en esgrima, especialista en la modalidad de sable. Ganó dos medallas en el Campeonato Mundial de Esgrima en los años 1985 y 1986, y una medalla en el Campeonato Europeo de Esgrima de 1983.

## Palmarés internacional
| Campeonato Mundial | Campeonato Mundial | Campeonato Mundial | Campeonato Mundial |
| Año                | Lugar              | Medalla            | Prueba             |
| ------------------ | ------------------ | ------------------ | ------------------ |
| 1985               | Barcelona (España) | Medalla de plata   | Sable por equipos  |
| 1986               | Sofía (Bulgaria)   | Medalla de bronce  | Sable por equipos  |
| Campeonato Europeo |                    |                    |                    |
| Año                | Lugar              | Medalla            | Prueba             |
| 1983               | Lisboa (Portugal)  | Medalla de plata   | Sable individual   |